# Список депутатов кнессета от блока ГАХАЛ
На данной странице представлен список депутатов кнессета от правого блока «ГАХАЛ». Блок был создан в период действия кнессета 5-го созыва.

## Кнессет 5-го созыва
1. Залман Абрамов
2. Биньямин Авниэль
3. Арье Альтман
4. Биньямин Ардити
5. Йоханан Бадер
6. Менахем Бегин
7. Арье Бен-Элиэзер
8. Перец Берштейн
9. Аарон Гольдштейн
10. Ицхак Клингхоффер
11. Хаим Коэн-Мегури
12. Йосеф Кремерман
13. Хаим Ландау
14. Нахум Левин
15. Элиягу Меридор
16. Яаков Меридор
17. Шломо Перельштейн
18. Эстер Разиэль-Наор
19. Элимелех-Шимон Рималт
20. Йосеф Сапир
21. Йосеф Серлин
22. Авраам Таяр
23. Барух Узиэль
24. Шабтай Шихман
25. Элиэзер Шустак
26. Йосеф Шуфман
27. Цви Циммерман

## Кнессет 6-го созыва
На выборах в кнессет 6-го созыва блок получил 256,957 (двести пятьдесят шесть тысяч девятьсот пятьдесят семь) голосов, что составило 21,3 % от общего количества избирателей, и получил 26 депутатских мандатов.
1. Шнеур Залман Абрамов
2. Беньямин Алеви
3. Йорам Аридор
4. Йоханан Бадер
5. Менахем Бегин
6. Арье Бен-Элиэзер
7. Аарон Гольдштейн
8. Матитьягу Дроблес
9. Авраам Кац
10. Бен-Цион Кешет
11. Ицхак-Ганс Клингхофер
12. Хаим Корфо
13. Йосеф Кремерман
14. Хаим Ландау
15. Давид Леви
16. Дов Мильман
17. Яаков Нехуштан
18. Моше Нисим
19. Гидон Пат
20. Эстер Разиэль-Наор
21. Элимелех-Шимон Рималт
22. Йосеф Сапир
23. Йосеф Серлин
24. Йосеф Тамир
25. Цви Цимерман
26. Авраам Шехтерман
27. Симха Эрлих
28. Менахем Ядид

## Кнессет 7-го созыва
На выборах в кнессет 7-го созыва блок получил 296 294 (двести девяноста шесть тысяч двести девяноста четыре) голоса (21.7 % от общего количества голосов), получил 26 мандатов.
1. Залман Абрамов
2. Беньямин Алеви
3. Йорам Аридор (Либерман)
4. Йоханан Бадер
5. Менахем Бегин
6. Арье Бен-Элиэзер
7. Аарон Гольдштейн
8. Матитьягу Дроблес
9. Авраам Кац
10. Бен-Цион Кешет
11. Ицхак-Ганс Клингхофер
12. Хаим Корфо
13. Йосеф Кремерман
14. Хаим Ландау
15. Давид Леви
16. Дов Мильман
17. Яаков Нехуштан
18. Моше Нисим
19. Гидон Пат
20. Эстер Разиэль-Наор
21. Элимелех-Шимон Рималт
22. Йосеф Сапир
23. Йосеф Серлин
24. Йосеф Тамир
25. Цви Цимерман
26. Авраам Шехтерман
27. Симха Эрлих
28. Менахем Ядид